# Metsanurga (Kastre)
Metsanurga is een plaats in de Estlandse gemeente Kastre, provincie Tartumaa. De plaats heeft de status van dorp (Estisch: küla) en telt 38 inwoners (2021).
De plaats lag tot in oktober 2017 in de gemeente Haaslava. In die maand ging de gemeente op in de fusiegemeente Kastre.

## Geschiedenis
Metsanurga werd voor het eerst genoemd in 1922 onder de naam Mõtsanuka als dorp op het voormalige landgoed van Kaagvere. Het gebied is wel eerder bewoond geweest. Volgens een kaart uit 1796 lagen er twee dorpjes op het terrein van het latere Metsanurga: Türa en Üble.